# Rhagodia
Rhagodia là chi thực vật có hoa trong họ Amaranthaceae.